# François de La Rochefoucauld
François de La Rochefoucauld,  2e hertog van La Rochefoucauld (Parijs, 15 september 1613 - aldaar, 17 maart 1680) was een Frans schrijver, adellijk militair en hoveling, die vooral bekend is geworden door Réflexions ou sentences et maximes morales (1665) of kortweg Maximes (Nederlandse vertaling: Maximen), korte, bondige uitspraken of aforismen over deugd en moraal. Hij hoorde bij de literaire stroming van het classicisme; behalve zijn beroemdste werk schreef hij ook Réflexions Diverses en over zijn rol in de Franse politiek van de 17e eeuw zijn Memoires; tevens zijn er een groot aantal brieven van hem bewaard. Afgezien van de Maximes is een groot deel van zijn werk pas tweehonderd jaar na zijn dood bekend geworden. Hij is de enige auteur die zijn invloed op het Westers denken uitsluitend via aforismen heeft uitgeoefend. Hij schreef in het Klassiek Frans.

## Biografie

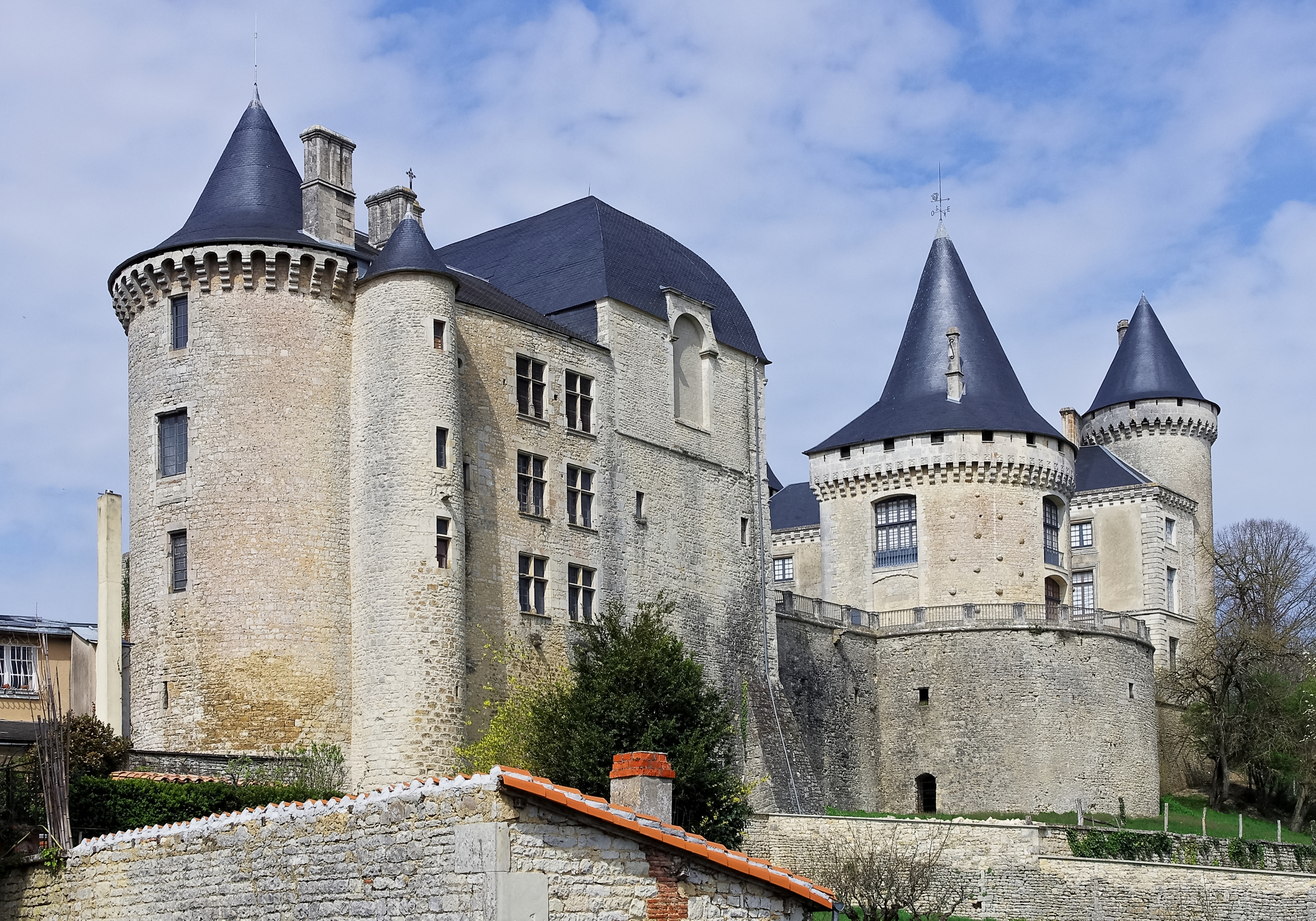
Kasteel van La Rochefoucauld in Verteuil, door Froissart beschreven als "een zeer sterk kasteel in Poitou".

François de La Rochefoucauld, Prins van Marcillac, werd in de Parijse Rue des Petits Champs geboren als oudste van twaalf kinderen. Hij kwam uit een oude Franse aristocratische familie, die vanaf de 11e eeuw een belangrijke rol speelde. Omdat vijf voorouders dezelfde familienaam voerden wordt hij ook aangeduid als François VI. Zijn voorouder graaf François I (1450-1517) was in 1494 te Cognac peter en naamgever van koning Frans I. Zijn overgrootvader François III, graaf van La Rochefoucauld (geb. 1521), was hugenoot en werd vermoord tijdens de Bartholomeusnacht (24 augustus 1572). Zijn grootvader François IV (geb. 1554) werd in 1591 eveneens als protestant vermoord (door leden van de Heilige Liga, te Saint-Yrieix-la-Perche). François V was de vijfde graaf van La Rochefoucauld en minister van Lodewijk XIII van wie hij in 1622 de titel hertog en pair kreeg en die hem later gedurende enige tijd aanstelde tot gouverneur van Poitou. In beslag genomen door de staatszaken lijkt deze de opvoeding van zijn zoon enigszins te hebben verwaarloosd; volgens diens latere vriendin Madame de Sablé had deze niet gestudeerd, al kreeg hij onderwijs van Julien III Collardeau de la Mongie (1596-1669) en was hij wel vertrouwd met de klassieken, waaronder Seneca, en met de Franse literaire grootheden van zijn tijd. Madame de Sévigné vermeldt in 1671 in een brief dat zowel zij als hij geboeid waren door de roman fleuve L'Astrée van Honoré d'Urfé.
Op 20 januari 1628 trouwde hij met zijn toen eveneens veertienjarige nicht Andrée de Vivonne.

### Militair en hoveling
Op zijn 10e werd hij door zijn vader al naar het leger gestuurd en op zijn 16e (1 mei 1629) volgde hij zijn oom Benjamin de La Rochefoucauld d'Estissac op als Mestre de camp (kolonel) van het Régiment d'Auvergne; hij nam onder andere meteen deel aan de belegering van Kassel in de Dertigjarige Oorlog. François VI vocht tegen Spanje, eerst in Italië (1629), in 1635-1636 in de Nederlanden en Picardië en in 1639 opnieuw in Vlaanderen, in 1644 bij Gravelines. Van 1635 tot 1645 vocht hij in minstens vijf veldslagen als vrijwilliger mee (ook in de jaren dat hij van het hof verbannen was). Zijn krijgsverrichtingen leverden hem meermaals een vermelding op in de Extraordinaire, de bijlage van de Gazette. In augustus 1646 werd hij bij de belegering van Mardijk zwaar gewond aan vooral een schouder door drie musketkogels.
De toenemende absolute macht van de koning en vooral van zijn eerste minister leidde in de eerste helft van de 17e eeuw tot herhaalde opstandigheid onder de adel. Aan vader François V werd op 11 november 1630 ("La Journée des Dupes - De dag van de Bedrogenen") zijn gouverneurschap van Poitou ontnomen, gevolgd door tijdelijke verbanning naar het Kasteel van Blois, omdat hij bij de groep hoorde die de sterk toenemende macht van Kardinaal de Richelieu wilde inperken.
François VI was eveneens politiek actief en werd in 1635 al een keer van het hof verbannen, onder het voorwendsel dat hij een relatie wou beginnen met Marie de Hautefort, hofdame en beste vriendin van de koningin (maar tevens de platonische favoriete van de koning); mogelijk had deze verbanning ook te maken met het feit dat hij na zijn vrijwillige deelname aan de Slag bij Avein (Hoei) kritiek had geuit op andere officieren.

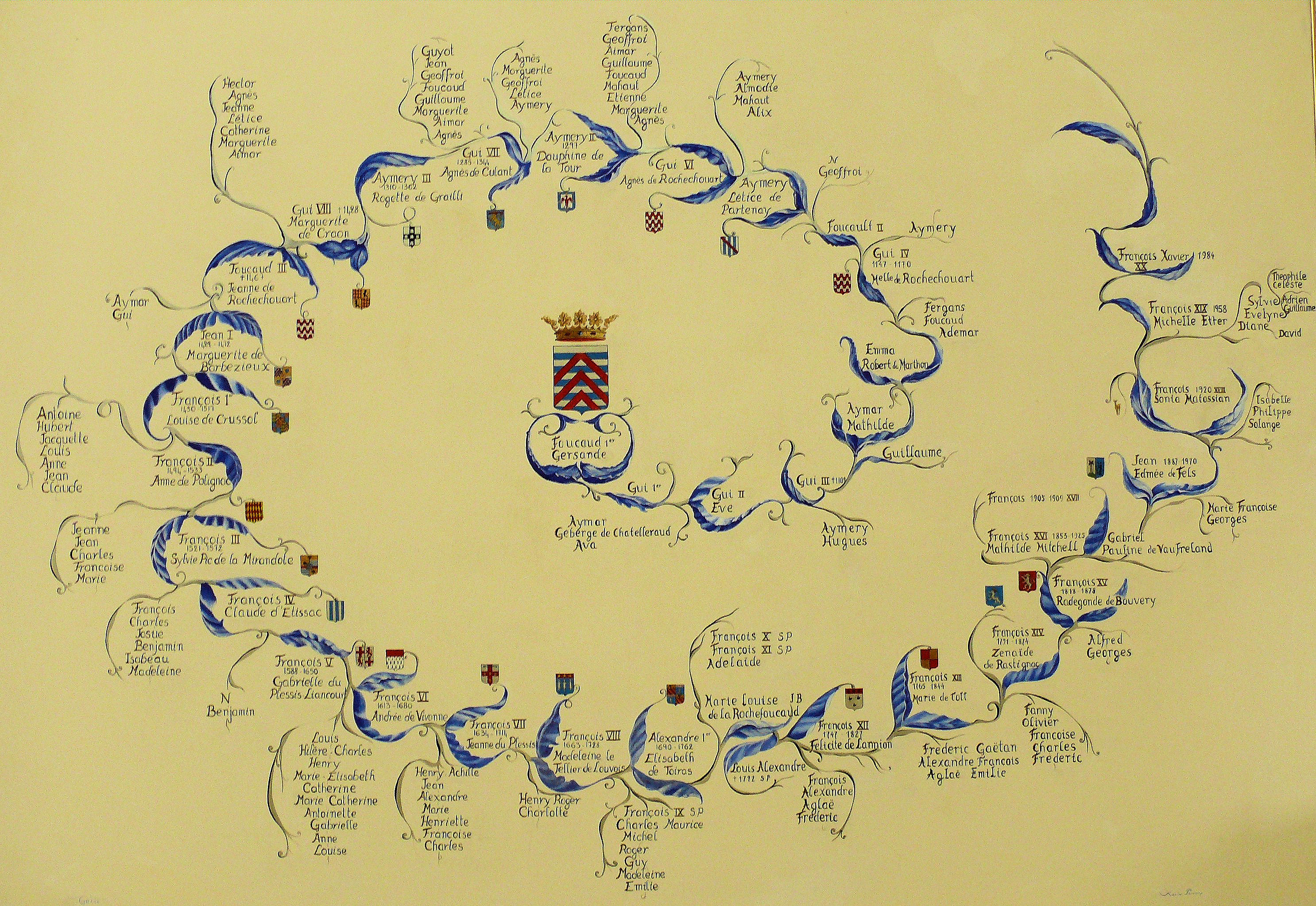
Stamboom van La Rochefoucauld, in het kasteel van de naar de familie genoemde plaats

In 1637 raakte hij via Maria van Rohan-Montbazon betrokken bij de intriges van haar, de koningin en Gaston de France tegen Kardinaal de Richelieu, de eerste minister van Lodewijk XIII. De rol van François (toen nog de Marcillac) in het complot zou zijn geweest dat hij koningin Anna en haar beste vriendin te paard naar Brussel in de Spaanse Nederlanden zou ontvoeren. In ieder geval werd Marie de Hautefort door een paar agenten van Richelieu gearresteerd toen ze uit het paleis was verdwenen en vermomd het kasteel van La Rochefoucauld in Verteuil probeerde binnen te komen. De ontmaskerde La Rochefoulauld werd acht dagen gevangen gezet in de Bastille en voor twee jaar verbannen, kennelijk omdat Richelieu hoopte hem alsnog aan zijn kant te krijgen. Hij ging wonen op het domein van zijn vader in Verteuil, waar hij een lucratieve wijnhandel met Engeland ging runnen (wijn in ruil voor paarden en honden). Vooral toen moet hij ook tijd hebben gevonden om veel te lezen.
In 1642 wist François VI voldoende afstand te houden van een andere samenzwering, die als doel had Richelieu te vermoorden en onder andere zijn vriend Cinq Mars op het schavot deed belanden; Richelieu stierf op 4 december van dat jaar een natuurlijke dood, zoals op 14 mei 1643 ook Lodewijk XIII. François de Marcillac kon na de dood van Richelieu terugkeren naar het hof. De politieke leiding berustte voortaan in feite bij Richelieu's opvolger kardinaal Mazarin. La Rochefoucauld voelde zich door deze om de tuin geleid met valse beloften, bovendien werd zijn wens om gouverneur te worden van Havre niet gehonoreerd en werd zijn vrouw (Andrée de Vivonne) een "tabouret" aan het hof geweigerd. Hij kreeg een hoge functie in het leger aangeboden maar weigerde op bevel van de koningin. In 1643 nam hij deel aan de Cabale des Importants, een samenzwering tegen Mazarin door een grote groep edelen rond Maria van Rohan-Montbazon en de Hertog van Beaufort; deze laatste werd gearresteerd en verbannen, de hertogin vluchtte. François VI ondervond geen nadelen van zijn rol en in 1646 werd hij op zijn beurt wel gouverneur van Poitou.
Vanaf 1646 had hij een verhouding met de hertogin van Longueville, zus van "De grote Condé" en van Armand van Bourbon-Condé (Conti), totdat zij in het najaar van 1651 een relatie begon met de hertog van Nemours.

### Frondeur
Van 1648 tot 1653 woedden in Frankrijk twee burgeroorlogen, die bekend staan als La Fronde. Tijdens de eerste, die kort voor de Vrede van Westfalen door de parlementen geïnitieerd werd en daarom de Parlementaire Fronde wordt genoemd, koos La Rochefoucauld nog de zijde van de koning, die toen nog vertegenwoordigd werd door diens moeder als regentes; in Poitou handhaafde hij namens de regering de orde. Hij raakte op 20 februari 1649, tijdens het beleg van Parijs, bij Brie-Comte-Robert opnieuw gewond (nu aan de keel), zodat hij verder niet meer deelnam aan de eerste opstand die op 11 maart 1649 eindigde met de Vrede van Rueil. Intussen was op 28 januari 1649, tijdens het beleg, de hertogin van Longueville in het stadhuis van Parijs bevallen van haar tweede zoon; dit buitenechtelijk kind van La Rochefoucauld werd vanwege de omstandigheden door haar Charles-Paris genoemd.
In december 1649 begon de tweede opstand van La Fronde, de Fronde van de Prinsen, aangevoerd door de hoge adel, La Rochefoucauld koos hierbij nu de zijde van "De grote Condé". In de tweede opstand speelde hij een aanzienlijke rol. Hij vocht tegen de koninklijke troepen en ging schulden aan om soldaten te ronselen; zijn kasteel in Verteuil werd verwoest, en wel in opdracht van de koningin. Bij de rouwdienst voor zijn vader (overleden 8 februari 1650) wist hij de aanwezige adel over te halen om met 800 gewapende mannen het koninklijke garnizoen van Saumur te gaan belegeren, met als doel deze stad als militaire basis in de opstand te gebruiken; dit liep echter op niets uit. In zijn optiek vocht hij niet tegen de koning, maar tegen degenen die het koningschap bedreigden; dit liet hij extra duidelijk maken door zijn trouw aan de koning op 26 februari 1650 notarieel te laten vastleggen in Verteuil.
Condé, Conti en Hendrik II van Longueville werden op 14 januari 1650 gearresteerd, de inmiddels hertog en pair geworden François wist op het nippertje daarbij te ontsnappen en vluchtte met de hertogin van Longueville naar Normandië. Hij liet haar achter in Dieppe om vanuit Poitou samen met de hertog van Bouillon Bordeaux in te gaan nemen. Hertog de la Valette probeerde hen tegen te houden, maar door een aanval op zijn achterhoede verloor hij 160 doden en gewonden, evenals een enorme hoeveelheid geld en bagage. De opstandelingen werden in Bordeaux door een juichende menigte binnengehaald.

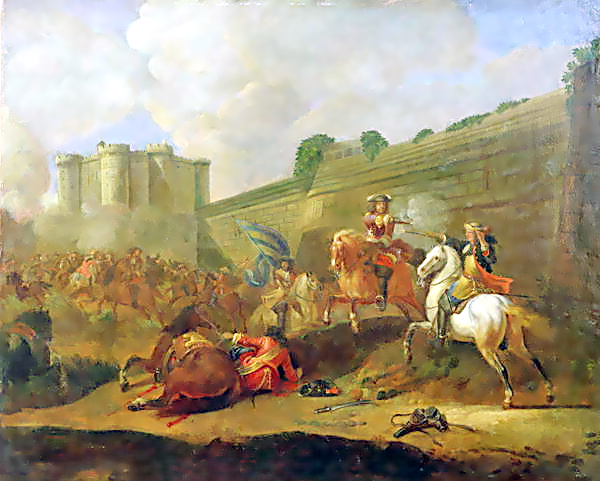
Slag bij de faubourg Saint-Antoine, 2 juli 1652. Anoniem schilderij, Versailles

Mazarin en maarschalk de la Meilleraie (Charles de La Porte, overigens een van La Rochefoucaulds beste vrienden) belegerden op hun beurt de stad om deze opnieuw te veroveren maar slaagden er pas in La Rochefoucauld tot overgave te brengen toen het Parlement van Bordeaux hem, uit angst voor verwoesting van de stad, daartoe dwong. Hij keerde zogenaamd terug naar Poitou, maar zette in werkelijkheid weer in Parijs de strijd voort. Op 21 augustus 1651 was hij aanwezig bij de bijeenkomst van de voornaamste leiders van beide partijen in het parlementsgebouw en er ontstond een opstootje waarbij hij opriep zijn grootste vijand, kardinaal de Retz (Gondi), ter plekke te vermoorden. Niemand ging erop in en eenmaal weer op hun plaats noemde Gondi La Rochefoucauld een lafaard, wat hij later terugnam. De zaak liep mede met een sisser af door een merkwaardige scène die zich de volgende dag midden in een grote Parijse menigte afspeelde: Condé (met La Rochefoucauld bij zich) en Gondi kwamen elkaar in hun rijtuigen tegen, Condé stapte uit om op zijn beide knieën de zegen van Retz te vragen; na de zegen stapte deze eveneens uit, nam zijn hoed af en maakte een reverence voor de prins. De relatie tussen La Rochefoucauld en kardinaal de Retz werd wederzijds gekenmerkt door zowel hevige vijandschap als ook respect, Gondi en de zijnen parafraseerden zijn naam spottend tot "Franchise" ("Openhartigheid").
In november 1651 was François VI een van de medeondertekenaars van een geheim verdrag met Spanje over hulp aan de opstandige adel; mogelijk was hij zelfs de opsteller van de tekst.
De schermutselingen bleven zich voortslepen tot er op 2 juli 1652 een ernstig treffen was bij de Faubourg Saint-Antoine, waar hij, vechtend naast Condé, zwaar gewond werd aan hoofd en hals door een van dichtbij afgeschoten musket. Terwijl ze allen onder het bloed zaten werd hij door zijn zoon, zijn secretaris Gourville en een medestrijder te paard van bij de Bastille naar het Hôtel de la Rochefoucauld-Liancourt gebracht (waarbij hij onderweg nog mensen opriep om Condé in het gevecht te gaan bijstaan). De blindheid, die hij had opgelopen, bleek voorbijgaand maar hij hield de rest van zijn leven klachten aan ogen en keel. Om arrestatie te voorkomen vluchtte hij naar Damvillers, waar zijn zwager Louis Roger Brûlart, markies van Sillery, gouverneur was, hij bleef er tot eind 1653. Toen hij hersteld was van de verwondingen was de Fronde voorbij en hijzelf wegens majesteitsschennis bij verstek ter dood veroordeeld. Gourville reisde naar Brussel om aan de inmiddels naar Spanje overgelopen Condé de wens van La Rochefoucauld over te brengen om naar het hof terug te keren; Condé reageerde buitengewoon begripvol en vervolgens kreeg Gourville van Mazarin daartoe een vrijgeleide. Lodewijk XIV had op 22 oktober 1652 een algemene amnestie afgekondigd (die in eerste instantie door La Rochefoucauld geweigerd was) en diens macht kon zich nu gaan ontwikkelen in de richting van zijn absolute monarchie. Meer dan anderhalve eeuw lang zou er geen opstand van betekenis meer volgen in Frankrijk.
Als militair trok La Rochefoucauld nog eenmaal ten strijde, namelijk in 1667 bij de aanval op de Zuidelijke Nederlanden tijdens de Devolutieoorlog, maar bij het Beleg van Rijsel werd hij zozeer gehinderd door zijn lichamelijke klachten (met name jicht) dat hij de wapens neerlegde.

### Deelname aan deSalons

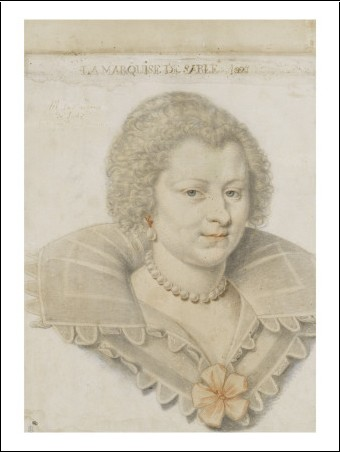
Madeleine de Souvré, markiezin van Sablé door Daniel Dumonstier

Het succes van La Rochefoucauld begon pas toen hij zich uit de politiek terugtrok en ging schrijven. In 1649 had hij over zijn politieke activiteiten al een korte verdediging geschreven, "Apologie de Monsieur le prince de Marcillac". Hij verbleef eerst in Verteuil, maar vanaf 1653 verbleef hij een groot deel van het jaar in Parijs in het "Hôtel de Liancourt". Hij onderhield een intensieve briefwisseling met zijn vrienden. Geleidelijk kwam hij ook weer in de gunst van het hof; Mazarin overleed in maart 1661 en aan het eind van dat jaar werd La Rochefoucauld tot Ridder benoemd in de Orde van de Heilige Geest.
Van grote betekenis was echter het feit dat hij ongeveer vanaf 1655 intensief de salons van de Préciosité begon te bezoeken, met name die van Mademoiselle de Scudéry, Mademoiselle de Montpensier en Madame de Sablé. In het 17e-eeuwse Frankrijk speelden vrouwen zowel aan het hof als in de salons een belangrijke rol.  Aanvankelijk werkte hij nauw samen met zijn vriendin Madame de Sablé en Jacques Esprit (die "abbé" wordt genoemd maar geen priester was). In haar huis naast het klooster Port-Royal, centrum van het Jansenisme (waar zij zich in 1656 bij aansloot) had Madame de Sablé haar salon. In deze kring ontstond als gebruik het onder elkaar laten circuleren van puntige beschouwingen en aforismen, vooral, doch niet uitsluitend, over morele onderwerpen. Ieder bedacht zijn eigen aforismen en liet deze vervolgens op schrift of per brief door anderen beoordelen, zoals blijkt uit de aantekeningen (Portefeuilles) van dr. Vallant, de arts van Madame de Sablé.
Vanaf 1657 of 1658 begonnen de drie hun eigen kernachtige uitspraken over het menselijk gedrag op te stellen en te verzamelen die ze aanvankelijk (zoals vanaf 1659 blijkt uit zijn briefwisseling met Madame de Sablé) benoemden als "sentences" (spreuken), later als "maximes" (waarschijnlijk is de term afkomstig van maxima propositio, de majorpremisse in een syllogisme) of "réflections" (overwegingen, gedachten). De nadruk lijkt toen nog niet sterk op ieders auteurschap afzonderlijk te hebben gelegen (eind 1663 werden uitspraken van de drie gezamenlijk gebundeld in het zogenaamde "Manuscrit Liancourt") en circuleerden de uitspraken vrij in de kring van vrienden en bekenden, die hij in de salons en aan het Franse hof had: onder anderen Madame de La Fayette, Blaise Pascal, Filips van Orléans (jongere broer, bijgenaamd "Monsieur", van de koning), Marie de Hautefort (inmiddels hertogin van Schomberg), Marie de Rohan (inmiddels prinses de Guéménée), Madame de Sévigné, Simon Arnauld de Pomponne, de markies van Sourdis, Robert Arnaud d'Andilly, Antoine Arnauld, Ninon de Lenclos en de medicus Antoine Menjot (onder hen veel aanhangers van het Jansenisme). Nadat La Rochefoucauld vanaf 1659 een pensioen van 8600 livres per jaar kreeg had hij ook een eigen salon.

### Auteurschap
De drie gingen echter steeds meer hun eigen weg op literair gebied. Van Madame de Sablé zijn 81 Maximes bewaard, die echter pas kort na haar dood, in 1678, verschenen. Jacques Esprit trouwde in 1660 en was in dienst bij Armand van Bourbon-Condé, die in datzelfde jaar gouverneur werd van de Languedoc (zodat beiden Parijs verlieten). Zijn verzameling uitspraken leidde tot een verhandeling, "La Fausseté des Vertus Humaines - De Valsheid van de Menselijke Deugden", die in 1677 verscheen. La Rochefoucauld overvleugelde de anderen al snel door zijn productiviteit en de kwaliteit van zijn aforismen. Vanaf 1660 heeft hij het in zijn correspondentie met Jacques Esprit over eventuele publicatie.

In 1662 werden, zogenaamd door Elseviers Pierre van Dyck in Keulen, maar in feite door François Foppens in Brussel de zogenaamde memoires van La Rochefoucauld gepubliceerd. Velen van zijn vrienden en bekenden reageerden geschokt of beledigd op de inhoud en hij haastte zich het auteurschap ervan te ontkennen (hij hield dit zijn leven lang vol), wat niet door iedereen werd geloofd. Later is gebleken dat het werk in feite bestond uit de verzamelde aantekeningen van een zestal verschillende personen en dat slechts ongeveer een derde van de tekst door hem was geschreven. Een betrouwbare uitgave (deze memoires bestreken de periode van 1624 tot 1652, vooral de periode van het regentschap van Anna van Oostenrijk, 1643 - 1651) verscheen pas anderhalve eeuw later, in 1817. Zijn memoires zijn een van de belangrijkste bronnen voor de geschiedenis van de Fronde, maar kennelijk zag La Rochefoucauld liever af van publicatie dan zijn standpunten omtrent de belangrijkste personen uit die episode te moeten verloochenen.

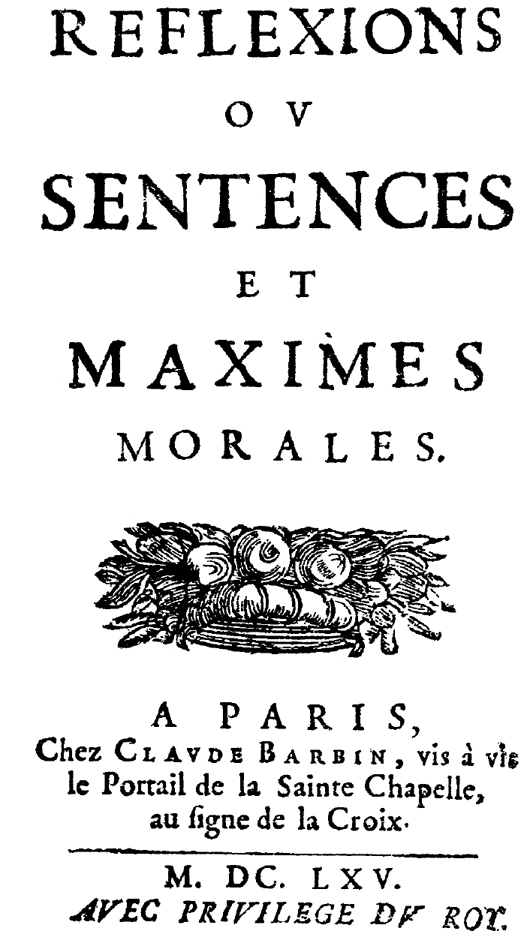
Réflexions ou Sentences et Maximes Morales (1665)

Rond de jaarwisseling 1663-1664 werden er bij Johannes en Daniël Steucker in Den Haag 188 zogenaamde "Sentences et maximes de morale" gepubliceerd (later bekend als de "Édition de Hollande"), die volgens La Rochefoucauld een enigszins verknoeide roofdruk betroffen. Hoewel het niet uitgesloten is dat het om een testversie van zijn eigen hand ging (na het avontuur met zijn memoires en gezien de heersende politieke sfeer - in mei 1664 werd Molières "Tartuffe" meteen na de première in de ban gedaan omdat men er een aanval op de godsdient in zag), zegt hij dat dit voor hem de aanleiding was om zelf een geautoriseerde versie uit te geven. Deze verscheen op 27 oktober 1664 (zij het gedateerd 1665) bij Claude Barbin in Parijs, met de definitieve titel "Réflexions ou Sentences et Maximes morales", en met een voorwoord van de advocaat Henri de la Chapelle-Bessé. Madame de Sablé plaatste in het derde nummer van het Journal des savants een korte bespreking, die ze van tevoren wel door de auteur zelf had laten corrigeren.
Het werk baarde meteen opzien en tijdens zijn leven zouden er nog vier geautoriseerde uitgaven volgen, telkens herzien en uitgebreid.
Behalve zijn memoires en maximen schreef hij ook nog "Réflexions Diverses", die hij echter zelf nooit publiceerde, dit gebeurde pas voor het eerst in 1715 en in volledige vorm in 1863. Een frappant verschil met zijn tijdgenoten is dat hij na een aantal jaren in de eerste persoon ging schrijven, waar de derde persoon tot dan toe (ook bij hem) gebruikelijk was. In het zelfportret dat hij in 1658 schreef, voor een aan Mademoiselle de Montpensier te schenken bundel van tijdgenoten, zegt hij goed te schrijven in zowel proza als poezie; er zijn echter geen gedichten van hem bewaard gebleven. Hij bleef zijn literaire productie voortdurend bijschaven (met name de Maximen) en heeft daarbij ook veel zelf vernietigd.

Wat betreft zijn verdere leven worden vooral de brieven van Madame de Sévigné als bron beschouwd. Vanaf ongeveer 1665 had hij een hechte vriendschap met Madame de La Fayette (Marie-Madeleine Pioche de La Vergne) en men neemt aan dat hij heeft meegewerkt aan haar onder de naam van Jean Regnault de Segrais uitgegeven romans "Zaïde" en "De prinses van Clèves". Hij leed in steeds heviger mate aan jicht. Ondanks zijn pensioen had hij financiële problemen om, behalve zijn kasteel, ook een woning in Parijs aan te houden; bovendien was hij verwikkeld in allerlei rechtszaken. Er zijn documenten over vijf rechtszaken in drie jaar, vooral tegen andere adellijke families, over kwesties van voorrang en hofceremonieel. Zijn financiële problemen werden grotendeels opgelost door giften van zijn zeer vermogend geworden secretaris Gourville, en vooral toen deze zijn grondbezit in Cahuzac van hem kocht.

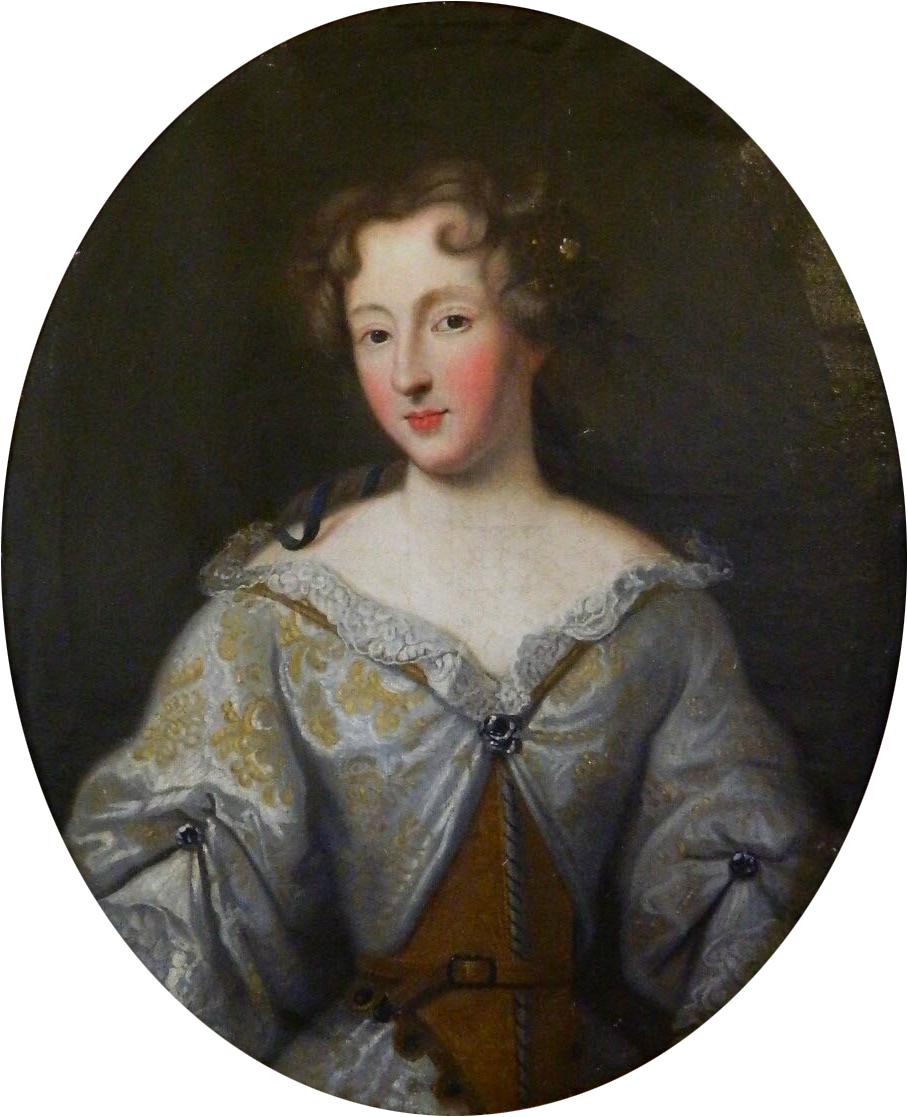
Andrée de Vivonne, hertogin van La Rochefoucauld - Onbekende schilder, Kasteel van La Rochefoucauld

Ook zijn salon was een ontmoetingsplek voor andere auteurs en leden van de adel; Corneille kwam er begin 1672 zijn Pulchérie voorlezen. Een aanbod voor een zetel in de door Richelieu in 1635 opgerichte Académie française wees La Rochefoucauld van de hand, "omdat hij niet zou durven te discussiëren in het openbaar".
Over zijn vrouw Andrée de Vivonne, dame de La Châtaigneraie rept hij nooit duidelijk, afgezien van een kennelijke toespeling in Maxime nr. 113: "Er zijn goede huwelijken, maar er zijn totaal geen verrukkelijke". Ze was een familielid van Catherine de Vivonne, die in haar Hôtel de Rambouillet de eerste belangrijke literaire salon had. Ze kregen samen acht kinderen, vijf zonen en drie dochters. Ze overleed op 29 april 1670 in Verteuil. De buitenechtelijke zoon Charles-Paris, die hij bij de hertogin van Longueville had, werd door Hendrik II van Longueville als wettige zoon erkend en in 1668 werd hij graaf van Saint-Pol.
In 1671 droeg François VI zijn titels, onder andere die van hertog en pair over aan zijn oudste, gelijknamige, zoon. Toen zijn moeder rond 1 mei 1672 overleed merkte hij verdrietig tegenover Madame de Sévigné op dat het de enige vrouw was die nooit had opgehouden van hem te houden. Op 12 juni 1672, in de Slag bij Tolhuis, sneuvelde een zoon (Jean Baptiste) van La Rochefoucauld en raakte de oudste zoon zwaar gewond; maar wat hij vervolgens het moeilijkst schijnt te hebben kunnen verwerken was dat ook Charles-Paris daarbij omkwam (na de breuk met diens moeder was La Rochefoucauld intensief contact met hem blijven onderhouden). De oudste zoon, François VII de La Rochefoucauld (1634-1714), werd een gunsteling van Lodewijk XIV en in 1679 hoofd van de Vénerie en de Robe aan het Franse hof. Het kasteel in Verteuil werd vanaf 1676 herbouwd.
La Rochefoucauld overleed op 17 maart 1680 in Parijs aan jicht. Hoewel zijn maximen vaak geïnterpreteerd werden en worden als de conclusies van een verbitterde man is dat niet het beeld dat zijn omgeving van hem geeft. Hij was over het algemeen vriendelijk en sociabel. Zelf schreef hij dat hij melancholisch van aard was en dat is ook een ondertoon (naast echter ook humor en poëzie) in de maximen. Madame de Sévigné, die tijdens zijn sterfbed samen met Gourville voor hem zorgde, beschrijft hoe mild hij was en dat hij het vooral over het leed van zijn buurman had in plaats van over het zijne. Bossuet gaf hem de laatste sacramenten en hij werd begraven in de Franciscanenkapel in Verteuil.

## Maximen

### Edities
De eerste uitgave van de Maximen bevatte de Verhandeling, die in de volgende vier edities werd weggelaten en aan La Chapelle-Bessé wordt toegeschreven (La Rochefoucauld toonde zich in een brief aan de Jezuïet René Rapin van 12 juli 1674 niet helemaal tevreden over de tekst); daarnaast ook een voorwoord van de hand van de auteur. Op het titelblad staat een gravure van Étienne Picart, een allegorische voorstelling van "de Waarheidsliefde die Seneca van zijn masker ontdoet", met op de sokkel een citaat van Horatius: Quid vetat - Wat is er op tegen? [al lachend de waarheid te zeggen]. Ze bevat 317 maximen. Ondanks de beroering die ze teweegbracht was er geen luid protest en werd ze niet in de ban gedaan.

In de tweede editie (1 september 1666) was het voorwoord herschreven en ingekort; 60 maximen waren geschrapt, 44 nieuwe toegevoegd, terwijl de tekst van vele andere compacter was.

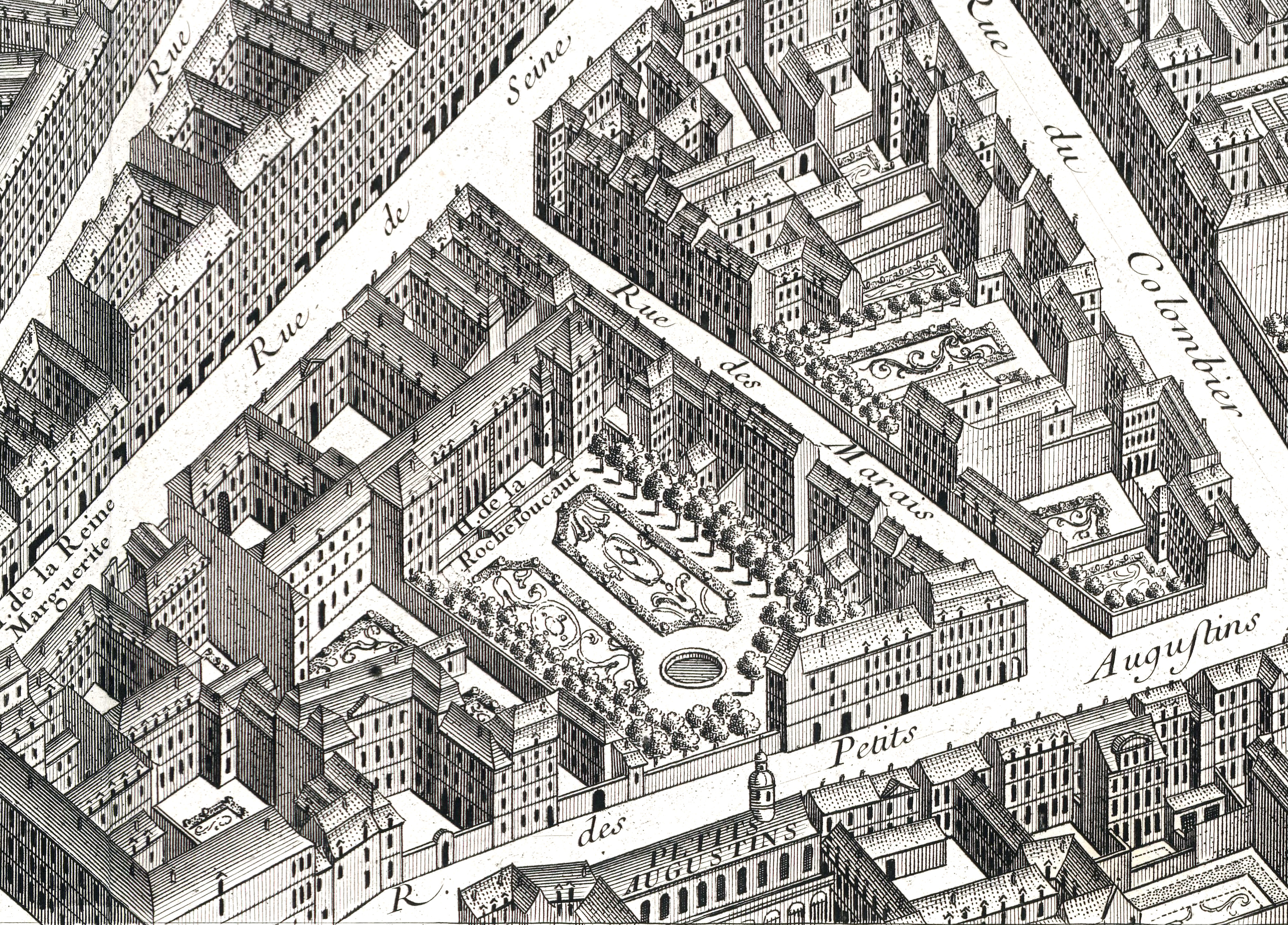
Hôtel de La Rochefoucauld-Liancourt in 1739 op de kaart van Parijs door Michel-Étienne Turgot

De derde (1671) en vierde (17 december 1674, echter gedateerd 1675) bevatten 341 respectievelijk 413 maximen.
De vijfde editie (26 juli 1678) was de laatste die nog tijdens zijn leven verscheen en bestond nu uit 504 maximen, waarvan minder dan de helft nog afkomstig waren uit de eerste editie.
Op 3 september 1693 verscheen, nog steeds bij Claude Barbin in Parijs een postume editie met, naast de 504 uit de vorige uitgave, nog 28 "postume maximen" en 22 uit vorige edities hernieuwd toegevoegde; ook de Verhandeling uit 1665 werd weer bijgevoegd.
Zijn "Oeuvres complètes" worden van 1868 tot 1883 uitgegeven door D.L. Gilbert en J. Gourdault in de serie Grands Écrivains de la France (Grote Schrijvers van Frankrijk), inclusief een manuscript dat door La Rochefoucauld zelf geschreven zou zijn en 257 maximen bevat, waaronder 25 postume. Dit wordt het "Manuscrit Gilbert" genoemd.

Het "Manuscrit Liancourt" was in 1663 het resultaat van de samenwerking met Madame de Sablé en Jacques Esprit en bevatte 272 maximen van zijn hand, het verscheen eveneens pas na zijn dood: Édouard de Barthélemy kreeg in 1863 van de familie de La Rochefoucauld een manuscript van de Maximen, dat hij uitgaf. Het manuscript dat D.L. Gilbert in 1868 uitgaf was eveneens afkomstig van de familie, en hij meende ten onrechte dat het identiek was aan dat van Barthélemy. In 1883 wilde Adolphe Régnier, directeur van de collectie Grands Écrivains de la France, orde op zaken stellen wat betreft de verschillen tussen beide uitgaven, maar beide oorspronkelijke manuscripten bleken spoorloos verdwenen. Bovendien kreeg ook hij, andermaal van de familie, weer een ander manuscript, dat met alle zekerheid voor het grootste deel eigenhandig door de auteur geschreven was; dit laatste wordt sindsdien het "Manuscrit Liancourt" genoemd. Ook dit raakte spoorloos (in 1962, door diefstal), maar was intussen fotografisch gekopieerd.

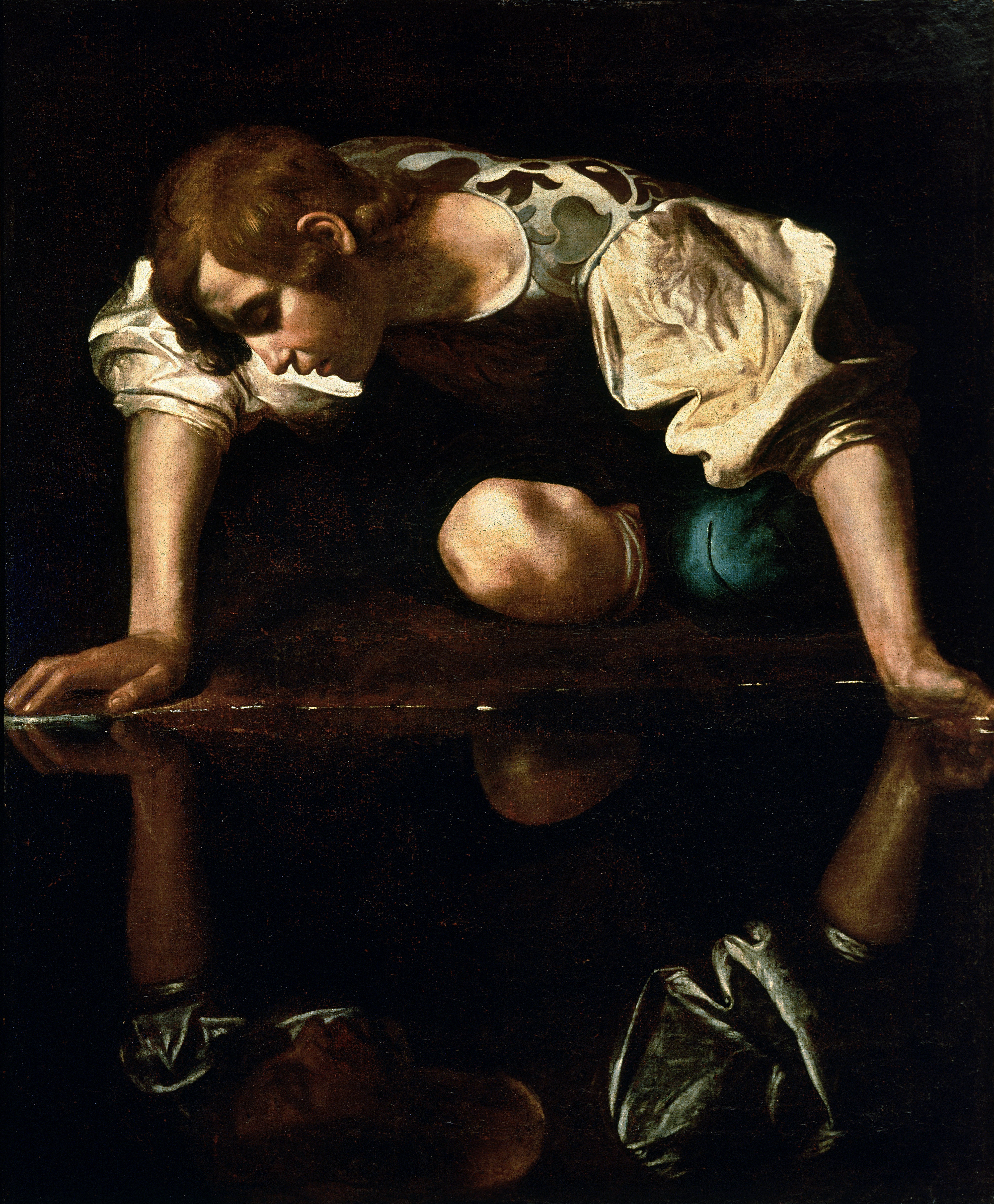
Michelangelo Caravaggio: Narcissus. Rome: Gallerie Nazionali d’Arte Antica, Palazzo Barberini.

In zijn voorwoord in de editie van 1665 noemt La Rochefoucauld de Maximen "een portret van het hart van de mens" en zegt dat het gaat om gedachten die overeenkomen met die van meerdere kerkvaders, zodat het hem toegestaan is op dezelfde manier over de mens te spreken als zij. En hij raadt de lezer aan er aan te beginnen vanuit de instelling dat geen enkel maxime op hemzelf van toepassing is en dat hij de enige uitzondering is wat betreft deze algemeen lijkende uitspraken. In het voorwoord van de vijfde editie licht hij toe dat hij verschillende "réflexions morales" over eenzelfde onderwerp met opzet niet bij elkaar heeft geordend omdat dit de lezer snel zou vervelen; hij raadt het gebruik van de inmiddels toegevoegde index aan.

### Vorm en inhoud
Ten tijde van La Rochefoucauld, en in feite door hem, heeft het literaire genre "maxime" (te onderscheiden van de betekenis die het in de filosofie van Kant heeft gekregen) zich ontwikkeld uit het essay. Anderen vóór hem, met name Montaigne in zijn Essais en Bacon, hadden een aantal van hun overwegingen en uitspraken al die titel gegeven. La Rochefoucauld zelf gebruikt de termen "maxime", "sentence" en "réflexion" door elkaar, zonder duidelijk onderscheid te maken. Bij de wijzigingen die hij in de opeenvolgende edities aanbrengt valt vast te stellen dat hij streeft naar het bereiken van een maximum aan betekenis met een minimum aan middelen: minder uitvoerige "réflexions" en meer bondige, epigrammatische formuleringen, die meestal uitmunten in kernachtigheid, helderheid, lading en pointe. Alles wijst er op dat hij vertrouwd was met de aforismen van Baltasar Gracián.
Sociale interacties vormen het door hem besproken terrein. Daarbij gebruikt hij echter zelden de mens als onderwerp in de zin, in plaats daarvan bestaat de handelende persoon waarmee de uitspraken gewoonlijk beginnen uit: gevoelens of eigenschappen van mensen, gebeurtenissen in de sociale omgang, het lot. Ook in zijn zinsbouw geeft hij op die manier aan dat de mens in een illusie leeft als hij meent zelf de sturende kracht van zijn handelen te zijn.
De twee grote thema's zijn: eigenbelang en de onwil om dat te erkennen. Hij ziet de mens als beheerst door op de eerste plaats de eigenliefde, en daarnaast ook door zijn humeur, zijn hartstochten en het lot. De hartstochten verdeelt hij in twee categorieën: de heftige (zoals liefde en ambitie) en de rustige (zoals ijdelheid en luiheid). Hoewel hij een moralist wordt genoemd geeft hij niet zozeer aansporingen of vermaningen maar vooral definities van wat hij waarneemt, zonder een oordeel over goed of kwaad te vellen. Zijn maximen zijn vrijwel altijd beschrijvingen, geen voorschriften. Hij noemt de mens nergens goed of slecht maar ziet deze als overgeleverd aan krachten die strijdig zijn met de heersende idealen, zonder hem of haar daarom te veroordelen. Joseph Addison zei hierover: "[La Rochefoucauld is] de grote filosoof die troost brengt aan het ijdele, het afgunstige en waardeloze deel van de mensheid".

Zijn mensbeeld is afgeleid van dat van Augustinus maar hij laat zijn zoeklicht bij uitstek schijnen op de "amor sui", de "liefde voor zichzelf", waarbij hij zich in feite niet richt op het bestrijden van het kwaad maar op het zich bewust worden van een realiteit, een gegeven dat men vooral goed onder ogen moet zien. Op allerlei manieren ontmaskert hij deze realiteit, zoals op de titelpagina van het boek allegorisch wordt weergegeven; met de voorstelling van Seneca's ontmaskering geeft La Rochefoucauld zijn ongeloof weer ten opzichte van de stoicijnse opvattingen dat men de wereld om zich heen goed kan beoordelen en dat men via het opvolgen van bepaalde levensregels het kwaad op eigen kracht kan overwinnen om zo een veel beter en gelukkiger mens te worden.

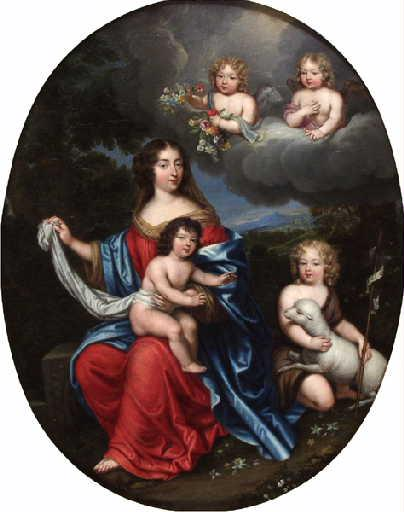
Madame de Maintenon met de graaf van Vexin en de hertog van Maine door Pierre Mignard. Musée des Ursulines, Mâcon

 Zijn maximen zijn daarom niet alleen in literair en psychologisch opzicht indrukwekkend, maar zeker ook te beschouwen als een belangrijke mijlpaal in de filosofie, en als "fascinerend door zijn diepgravende aankondiging van het hedendaags psychiatrisch denken". Door het veelvuldig gebruik van de eerste persoon meervoud geeft hij aan dat de Maximen het resultaat zijn van niet alleen het observeren van anderen, maar ook van zorgvuldige introspectie.
In de eigenliefde ziet hij trouwens de aandrijvende kracht van een ideaal dat in zijn maximen opduikt en waarvan hij (tegen Antoine Gombaud) zei het boven alles na te streven: dat van de honnête homme, een begrip dat in de vele vertalingen niet door één woord blijkt te kunnen weergegeven: eerlijk, oprecht, beschaafd, een man van eer, rechtschapen, fatsoenlijk...; en vooral: een ware vriend. Mede gezien het feit dat hij door zichzelf en anderen in het Frankrijk van toen gezien werd als een exponent van de oude adel kan men concluderen dat hem een ridderlijk ideaal voor ogen stond en dat vooral vriendschap daarin een cruciale rol speelt.
Door zijn vlijmscherpe analyses wordt hij echter ook gezien als een van de wegbereiders van de Verlichting.

### Reacties en betekenis
De eerste editie werd gelezen door onder andere Madame de Maintenon, de derde door Christina I van Zweden; beiden waren sterk onder de indruk en droegen daardoor bij aan het succes.
Een van degenen die aanvankelijk verbijsterd reageerden was Madame de Lafayette: "..welk een verdorvenheid moet men hebben in de geest en in het hart om in staat te zijn zich dit allemaal voor te stellen! Ik ben er zo van geschrokken..." schreef ze in een brief aan Madame de Sablé.
De filosoof Claude Adrien Helvétius greep in zijn theorieën terug op het begrip "eigenliefde" van La Rochefoucauld. Ook Bernard Mandeville en Voltaire werkten het begrip verder uit.
Nietzsche toonde zich een groot bewonderaar van La Rochefoucauld en las de Maximen tijdens zijn treinreis naar Sorrento in 1876, vlak voor hij het boek Menschliches, allzumenschliches schreef. Nietzsche zegt over La Rochefoucauld dat "hij lijkt op een scherpschutter die voortdurend in de roos schiet" en dat de maximen "de top van een ijsberg van gedachten" vormen.
Adam Smith had in zijn boek The Wealth of Nations (1776) de amour-propre van La Rochefoucauld als uitgangspunt voor zijn "welbegrepen eigenbelang".
Voltaire zei dat de memoires van La Rochefoucauld gelezen werden, maar zijn maximen uit het hoofd geleerd. Van Voltaire zou ook de uitspraak zijn: "Er is slechts één waarheid in de maximen: hij heeft gelijk".
Jean de La Fontaine was uitzonderlijk lovend en droeg twee van zijn Fabels aan hem op: Fable I, 11, "L'Homme et son Image"; en X, 14, "Discours à M. Le Duc de La Rochefoucauld", later "Les Lapins" genoemd.
André Gide schreef op 30 september 1921 in zijn dagboek dat hij de Maximen met grote bewondering aan het herlezen is en deelt ze op in twee groepen: die over eigenliefde en die over andere onderwerpen. In zijn boek "De Valsemunters" heeft de hoofdpersoon/schrijver Edouard constant een exemplaar van de Maximen bij zich.
In zijn inleiding tot de Maximen drukt George H. Holland het zeer pregnant uit: "Op een welbespraakte en verschrikkelijke manier wordt de mensheid als het ware naakt en sidderend aan de kaak gesteld, gebrandmerkt met een gloeiende ijzeren staaf". En Edith Mora noemt de Maximen "stalen klingen in de handen van deze zwaardvechter".

## Voorouders
| Voorouders van François VI de La Rochefoucauld (1613-1680) | Voorouders van François VI de La Rochefoucauld (1613-1680)                                                  | Voorouders van François VI de La Rochefoucauld (1613-1680)                                                  | Voorouders van François VI de La Rochefoucauld (1613-1680)                                                  | Voorouders van François VI de La Rochefoucauld (1613-1680)                                                  | Voorouders van François VI de La Rochefoucauld (1613-1680)                                                  | Voorouders van François VI de La Rochefoucauld (1613-1680)                                                  | Voorouders van François VI de La Rochefoucauld (1613-1680)                                                  | Voorouders van François VI de La Rochefoucauld (1613-1680)                                                  |
| ---------------------------------------------------------- | --- | --- | --- | --- | --- | --- | --- | --- |
| Betovergrootouders                                         | François II, Graaf de La Rochefoucauld (1494-1533) ∞ Anne de Polignac (1495-29.03.1554)                     | Galeotto II Pico della Mirandola (1508-20.11.1550) ∞ Ippolita Gonzaga (c.1509-1571)                         | Bertrand de Madaillan d'Estissac (c.1460-1522) ∞ Catherine Chabot (????->1509)                              | Louis de la Béraudière ∞ Madeleine du Fou du Vigean                                                         | Jean du Plessis, Heer de Périgny ∞ Claude de Popincourt (????-25.11.1510)                                   | Macé de Ternay, Heer de Ternay (1490->1516) ∞ Jeanne Ronsart Roussard de La Poissionnière (????->1528)      | François II de Pons (????-1523) ∞ Renée Catherine de Ferrières                                              | Marin de Montchenu (1498-1543) ∞ Antoinette de Pontbriand, dame van la Villatte                             |
| Overgrootouders                                            | François III, Graaf de La Rochefoucauld (1521-24.08.1572) ∞ Silvia Pico della Mirandola (1530-1557)         | François III, Graaf de La Rochefoucauld (1521-24.08.1572) ∞ Silvia Pico della Mirandola (1530-1557)         | Louis de Madaillan d'Estissac (>1506-1565) ∞ Louise de la Béraudière (c.1530->1586)                         | Louis de Madaillan d'Estissac (>1506-1565) ∞ Louise de la Béraudière (c.1530->1586)                         | Guillaume du Plessis-Liancourt (1491-1550) ∞ Françoise de Ternay (????-1551)                                | Guillaume du Plessis-Liancourt (1491-1550) ∞ Françoise de Ternay (????-1551)                                | Antoine, heer de Pons, Graaf de Marennes (1510-1585) ∞ Marie Salomé de Montchenu (????-1598)                | Antoine, heer de Pons, Graaf de Marennes (1510-1585) ∞ Marie Salomé de Montchenu (????-1598)                |
| Grootouders                                                | François IV, Graaf de La Rochefoucauld (1554-1591) ∞ Claude de Madaillan (1568-21.11.1608)                  | François IV, Graaf de La Rochefoucauld (1554-1591) ∞ Claude de Madaillan (1568-21.11.1608)                  | François IV, Graaf de La Rochefoucauld (1554-1591) ∞ Claude de Madaillan (1568-21.11.1608)                  | François IV, Graaf de La Rochefoucauld (1554-1591) ∞ Claude de Madaillan (1568-21.11.1608)                  | Charles du Plessis-Liancourt (1551-1620) ∞ Antoinette de Pons-Ribérac (c.1560-05.01.1632)                   | Charles du Plessis-Liancourt (1551-1620) ∞ Antoinette de Pons-Ribérac (c.1560-05.01.1632)                   | Charles du Plessis-Liancourt (1551-1620) ∞ Antoinette de Pons-Ribérac (c.1560-05.01.1632)                   | Charles du Plessis-Liancourt (1551-1620) ∞ Antoinette de Pons-Ribérac (c.1560-05.01.1632)                   |
| Ouders                                                     | François V de La Rochefoucauld (05.11.1588-08.02.1650) ∞ Gabrielle du Plessis-Liancourt (1595-c.01.05.1672) | François V de La Rochefoucauld (05.11.1588-08.02.1650) ∞ Gabrielle du Plessis-Liancourt (1595-c.01.05.1672) | François V de La Rochefoucauld (05.11.1588-08.02.1650) ∞ Gabrielle du Plessis-Liancourt (1595-c.01.05.1672) | François V de La Rochefoucauld (05.11.1588-08.02.1650) ∞ Gabrielle du Plessis-Liancourt (1595-c.01.05.1672) | François V de La Rochefoucauld (05.11.1588-08.02.1650) ∞ Gabrielle du Plessis-Liancourt (1595-c.01.05.1672) | François V de La Rochefoucauld (05.11.1588-08.02.1650) ∞ Gabrielle du Plessis-Liancourt (1595-c.01.05.1672) | François V de La Rochefoucauld (05.11.1588-08.02.1650) ∞ Gabrielle du Plessis-Liancourt (1595-c.01.05.1672) | François V de La Rochefoucauld (05.11.1588-08.02.1650) ∞ Gabrielle du Plessis-Liancourt (1595-c.01.05.1672) |

## Nederlandse vertalingen van deMaximes
- (nl) Maximes van La Rochefoucauld (auteur: Dr. D. F. Scheurleer) op Project Gutenberg (1922)
- Maximen : bespiegelingen, portretten, vert. C. Jongenburger. Het Spectrum, Utrecht (1978) ISBN 90-274-2104-8
- Maximen, vert. Matthieu Kockelkoren en Wouter Kusters. SUN, Nijmegen (1996) ISBN 90-6168-465-X
- Maximen - bespiegelingen over menselijk gedrag, vert. Maarten van Buuren. Historische Uitgeverij, Groningen (2008) ISBN 978-90-6554-143-7
- Maximen van La Rochefoucauld op Wikisource